# Copa de Europa de baloncesto 1973-74
La decimoséptima edición de la Copa de Europa de Baloncesto fue ganada por el equipo español del Real Madrid, que lograba así su quinto título, derrotando en la final al vigente campeón, el Ignis Varese italiano. La final se disputó en Nantes, y estuvo a punto de ser suspendida debido al fallecimiento un día antes de Georges Pompidou, Presidente de Francia. Finalmente se disputó el partido, debido a que estaban todas las entradas vendidas y varios países habían adquirido los derechos de retransmisión por televisión.

## Primera ronda
| Equipo 1          | Agr.    | Equipo 2              | Ida    | Vuelta |
| ----------------- | ------- | --------------------- | ------ | ------ |
| Heidelberg        | 152-144 | Lourenço Marques      | 85–65  | 67–79  |
| Fribourg Olympic  | 127-209 | Real Madrid           | 74–100 | 71–105 |
| Csepel            | 129-135 | Partizani Tirana      | 58–57  | 71–78  |
| Wienerberger      | -*      | Al-Gezira             |        |        |
| Levi's Flamingo's | 255-144 | Boroughmir            | 129–74 | 126–70 |
| Solna             | 176-133 | Epping Avenue         | 103–64 | 73–69  |
| Radnički Belgrade | 89-49** | Amicale               | 89–49  |        |
| Academic          | 284-106 | Renaissance Berkane   | 112–53 | 172–53 |
| Turun NMKY        | 152-155 | Dukla Olomouc         | 71–61  | 81–94  |
| İTÜ               | 137-160 | Racing Ford Antwerpen | 64–71  | 73–89  |
| Wybrzeże Gdańsk   | 157-167 | Panathinaikos         | 87–70  | 70–97  |

*La FIBA canceló este partido y declaró al Union Wienerberger como ganador.
**Este enfrentamiento se decidió que se jugara a partido único en Belgrado.

## Segunda ronda
| Equipo 1              | Agr.    | Equipo 2          | Ida   | Vuelta |
| --------------------- | ------- | ----------------- | ----- | ------ |
| Heidelberg            | 103-214 | Real Madrid       | 54–94 | 48–120 |
| Partizani Tirana      | 140-149 | Wienerberger      | 72–71 | 68–78  |
| Levi's Flamingo's     | 156-174 | Maccabi Elite     | 85–84 | 71–90  |
| Solna                 | 142-155 | Radnički Belgrade | 67–78 | 75–77  |
| Academic              | 163-155 | Dukla Olomouc     | 83–65 | 80–90  |
| Racing Ford Antwerpen | 140-132 | Dinamo București  | 75–65 | 65–67  |
| Panathinaikos         | 156-182 | Berck             | 99–80 | 57–102 |

Clasificado automáticamente para la fase de grupos
- Ignis Varese (defensor del título)

## Fase de grupos de cuartos de final
Los cuartos de final se jugaron con un sistema de todos contra todos, en el que cada serie de dos partidos ida y vuelta se consideraba como un solo partido para la clasificación.
|  | Los dos primeros acceden a semifinales |

|    | Equipo                | Par. | Pts. | G | P | PF  | PC  | PD  |
| -- | --------------------- | ---- | ---- | - | - | --- | --- | --- |
| 1. | Ignis Varese          | 3    | 6    | 3 | 0 | 538 | 453 | +85 |
| 2. | Berck                 | 3    | 5    | 2 | 1 | 500 | 484 | +16 |
| 3. | Maccabi Elite         | 3    | 4    | 1 | 2 | 493 | 508 | -15 |
| 4. | Racing Ford Antwerpen | 3    | 3    | 0 | 3 | 448 | 534 | -86 |

|    | Equipo            | Par. | Pts. | G | P | PF  | PC  | PD   |
| -- | ----------------- | ---- | ---- | - | - | --- | --- | ---- |
| 1. | Real Madrid       | 3    | 6    | 3 | 0 | 591 | 484 | +107 |
| 2. | Radnički Belgrade | 3    | 5    | 2 | 1 | 542 | 534 | +8   |
| 3. | Wienerberger      | 3    | 4    | 1 | 2 | 487 | 517 | -30  |
| 4. | Academic          | 3    | 3    | 0 | 3 | 525 | 610 | -85  |

## Semifinales
| Equipo 1     | Agr.    | Equipo 2          | Ida    | Vuelta |
| ------------ | ------- | ----------------- | ------ | ------ |
| Ignis Varese | 175–161 | Radnički Belgrade | 105–78 | 70–83  |
| Real Madrid  | 194–148 | Berck             | 99–67  | 95–81  |

## Final
| 3 de abril de 1974 | Real Madrid                     | 84–82       | Ignis Varese                  | |  |
|                    | Parciales: 34-39, 50–43         |             |                               | |  |
|                    | Estadísticas Wayne Brabender 22 | Reporte Pts | Estadísticas 25 Dino Meneghin | Pabellón: Palais des Sports de Beaulieu, Nantes Asistencia: 5.000 espectadores Árbitros: Artenik Arabadjan (BUL), Pieter Leegwater (NED) |  |

| Campeón de la Copa de Europa 1973–74 |
| ------------------------------------ |
| Real Madrid 5º título                |